# 大哥成
《大哥成》（英語：Big Brother Cheng）是1975年桂治洪执导，司徒安编剧的香港剧情题材电影，由陈观泰、汪禹等人领衔主演，该电影是《成记茶楼》的续集，该电影主要讲述的是原本已经归隐，人称“大哥成”的人因为一些原因而再次出山的故事。

## 劇情簡介
原本归隐的，人人尊敬的“大哥成”为了一些原因，为了意气而再次出山。
虽说他最后惩罚了一些黑社会，但是却造成他身边一部分人的死亡。
而后，大仇得报的他决定再次归隐，并巧妙的躲避了警方的视线。

## 演员
- 陈观泰
- 汪禹
- 王将
- 冯克安
- 李海生
- 山怪
- 王克
- 林文伟
- 强汉
- 王清河
- 林伟图
- 刘陆华
- 夏萍
- 顾冠忠
- 杨志卿
- 沈劳
- 韦弘
- 任世官
- 西瓜刨
- 邵音音
- 叶灵芝
- 佟林
- 郝履仁
- 冯敬文
- 李寿祺

## 相關連結
- 豆瓣电影上《大哥成》的資料 （简体中文）
- 互联网电影数据库（IMDb）上《大哥成》的资料（英文）
- 烂番茄链接 （页面存档备份，存于）